# حمض الثيوفوسفوريك
حمض الثيوفوسفوريك هو مركب كيميائي غير مستقر من الفوسفور والكبريت والأكسجين صيغته H3PO3S. يمكن اعتباره كيميائياً مشتقاً كبريتياً لحمض الفوسفوريك.
تسمى أملاح هذا الحمض ثيوفوسفات؛ كما يطلق هذا المصطلح على المركبات الأكسجينية الحاوية على الرابطة P-S.

## التحضير
يستحصل على هذا الحمض عبر أملاح حمض ثنائي ثيوالفوسفات، والتي يمكن أن يحضر الشكل الصوديومي منها مثلاً من تفاعل خماسي كبريتيد الفوسفور مع هيدروكسيد الصوديوم، حيث ينتج ثنائي ثيوفوسفات الصوديوم ثم بتفاعل الأخير مع كلوريد الباريوم للترسيب:
{\displaystyle {\ce {P2S5 + 6 NaOH -> 2 Na3PO2S2 + H2S + 2 H2O}}}
{\displaystyle {\ce {2 Na3PO2S2 + 3 BaCl2 -> 2 Ba3(PO2S2)2 + 6 NaCl}}}
في خطوة تالية يعالج ملح الباريوم مع حمض الكبريتيك حيث يستحصل على حمض ثنائي ثيوالفوسفوريك
{\displaystyle {\ce {Ba3(PO2S2)2 + 3 H2SO4 -> BaSO4 + 2 H3PO2S2}}}
ثم بإجراء تفاعل تحلل مائي (حلمهة) مضبوط للحصول على الحمض المطلوب:
{\displaystyle {\ce {H3PO2S2 + H2O -> H3PO3S + H2S}}}

## الخواص
من الصعب عزل هذا المركب على شكل نقي، إذ يوجد غالباً على شكل محاليل مائية. كما يمكن الحصول على مشتقات عضوية مختلفة على شكل إسترات مثلاً.

مثالان على إسترات الثيوفوسفات الممكنة

## الاستخدامات
تستخدم مركبات الثيوفوسفات بشكل واسع في تركيب المبيدات الحشرية.